# Haricot nain

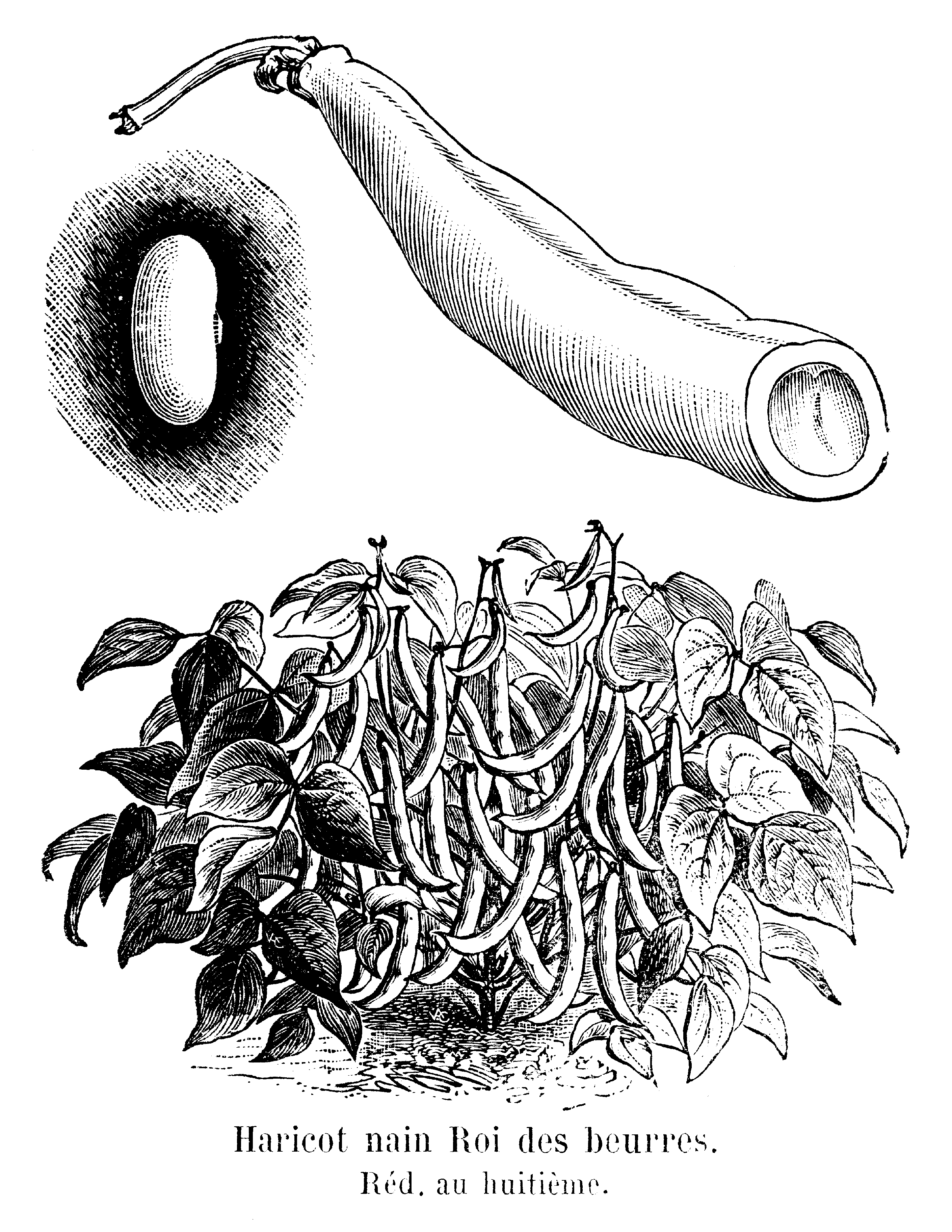
Haricot nain au port buissonnant.

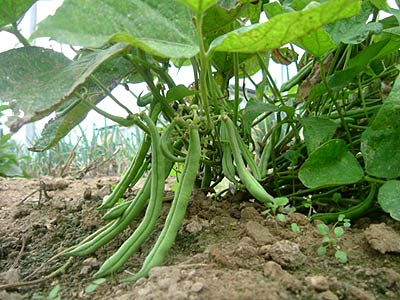
Haricot vert nain.

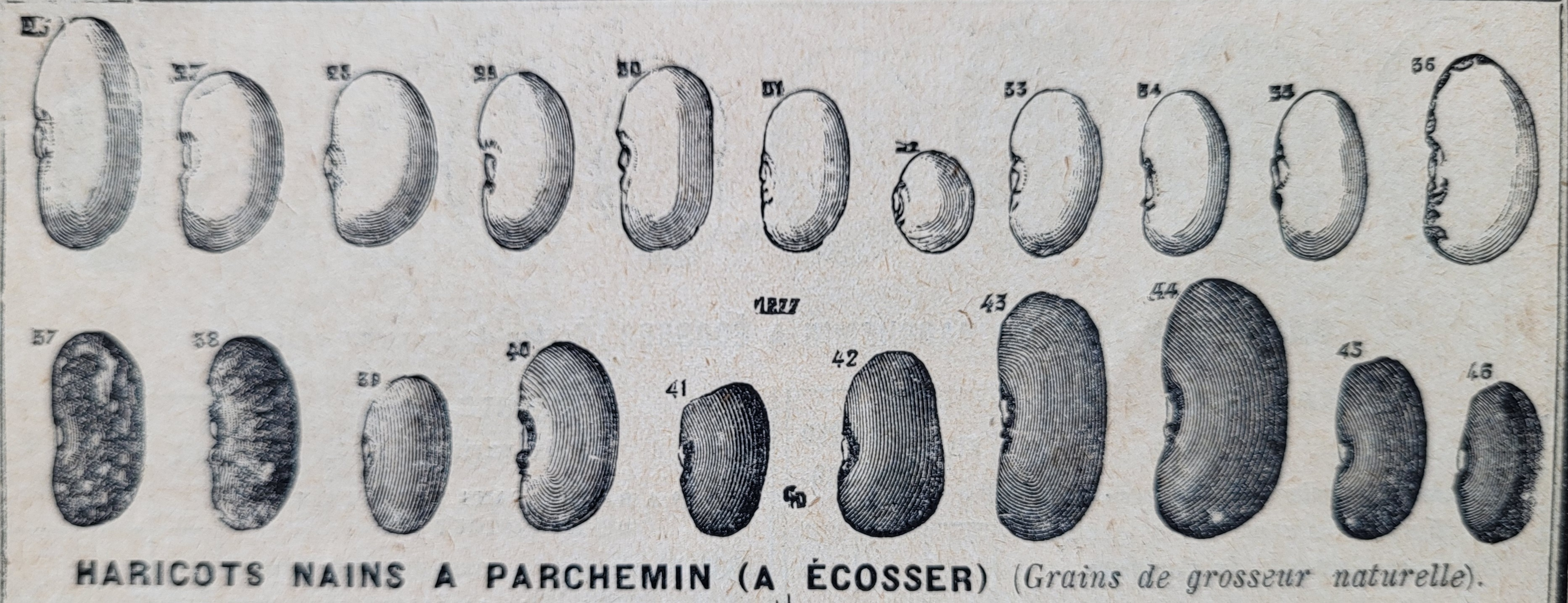
Graines de haricots nains à parchemin (à écosser (1905).

Le haricot nain (Phaseolus vulgaris L. var. nanus (L.) Aschers) est un type de haricot au port bas, érigé ou buissonnant. Les haricots nains ne nécessitent pas de tuteurs à l'inverse des variétés volubiles grimpantes, plus couramment appelées haricots à rames. Cette appellation désigne diverses variétés de haricot commun (Phaseolus vulgaris).

## Caractéristiques
Le haricot nain est un buisson bas. Il a une croissance déterminée avec un bourgeon floral en position terminale. 
Il est difficile d'élaborer une classification infraspécifique pratique des haricots cultivés, car les différents points de vue mènent à des critères différents.
Pour le jardinier, les haricots nains se distinguent des haricots à rames qui ont besoin de rames ou d'un treillage pour être conduits. Les haricots à rames ont de nombreux nœuds et de longs entrenœuds, alors que les haricots nains ont des entrenœuds courts ; les haricots nains sont déterminés s'ils ont peu de nœuds, et indéterminés s'ils en ont beaucoup
. Le port de la plante dépend du génome. Pour la variété haricot nain, sa taille mature varie de 40 à 60 cm. Il existe des types "semi déterminés" qui ont une végétation groupée à la base mais qui émettent des tiges volubiles pouvant atteindre 1 m. Ces types sont destinés à la consommation en grains secs.
Pour le consommateur, une distinction essentielle est de savoir si le produit est une graine ou une jeune gousse.
Les graines peuvent être sèches (haricots secs), fraîches (haricots à écosser) or semi-fraîches (flageolets). Leur forme peut être en rognon, oblongue ou pratiquement ronde.
Les gousses récoltées jeunes peuvent être vertes, marbrées, violettes ou jaunes (haricots beurre). Leur section peut être ronde ou plate.
Malgré tout, rien n'est figé. Aussi, selon les conditions de températures en particulier, chaque variété de haricot nain est susceptible d'être plus ou moins volubile, et se comporter comme un haricot grimpant[réf. nécessaire].

## Variétés

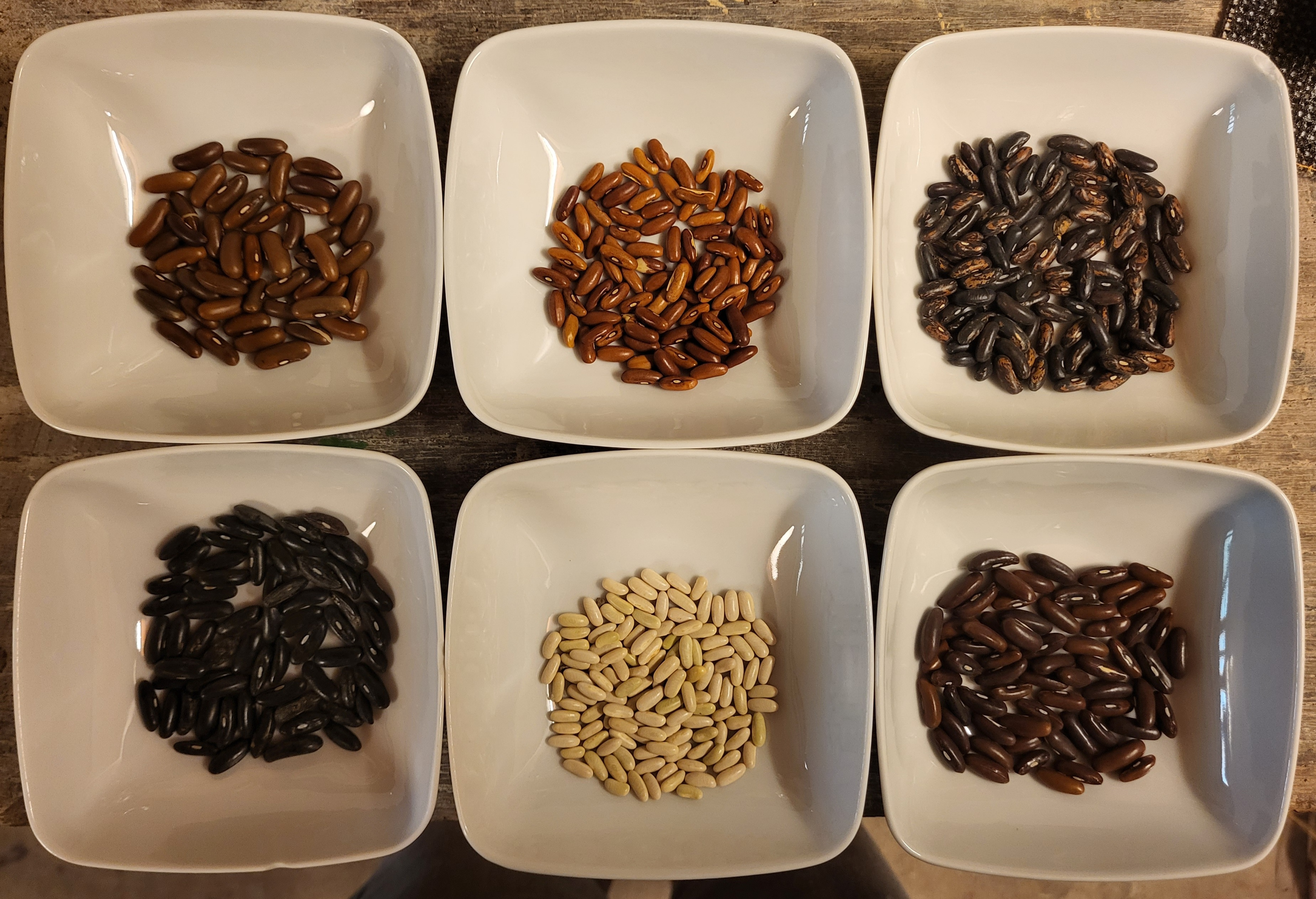
Graines de haricots nains de couleurs et de tailles différentes

Les spécialistes reconnaissent jusqu'à cinq classes selon entre les haricots nains et les haricots à rame.. La taille, la couleur des graines sont très variables selon les variétés. Le poids de 1000 grains peut varier entre 120 à 350 gr.
Les haricots verts « Filets sans fil », « Filet mangetout » ou « Extra fin sans fil »: sont différents types variétaux. Les variétés « Extra fin sans fil » de haricots mangetout qui restent fins sont destinées à être cueillies jeunes, mais un léger retard de récolte n’entamera ni leur tendresse ni leur finesse.
En 2023, plus de 200 variétés de haricots nains sont inscrites au catalogue officiel français,
,.

## Culture
Le haricot nain est le type le plus cultivé actuellement car il est mieux adapté à la culture en plein champ et à la mécanisation.

### Semis
Les semis peuvent commencer dès le mois d’avril dans les régions précoces (Midi et Sud-ouest) et se poursuivent jusqu’en août pour des récoltes qui s’échelonneront de juin à octobre. Il faut semer dans un terrain suffisamment réchauffé, 15 à 18°C de température au sol. Les premiers rayons du soleil au printemps ne suffisent pas. L'espacement à prévoir entre les lignes est de 40 à 50 cm pour les variétés naines contre 70 à 80 cm pour les variétés à rames 
La température favorable de culture de l'espèce Phaseolus vulgaris est de 25 °C. Généralement, à une température très fraîche et constante de 12 °C minimum, les conditions sont propices au port érigé. À l'inverse, à une température chaude et constante de 27 °C, les conditions sont alors propice au port volubile.

### Récolte
Le choix de variétés colorées (jaunes ou marbrées) ou de variétés produisant des gousses en hauteur permet de faciliter les récoltes. 
La fréquence des récoltes influe peu sur le rendement. Les haricots nains mangetout, si on les récolte souvent, produisent de nombreuses nouvelles fleurs et gousses, qui compensent par leur nombre leur faible poids, par rapport à de grandes et grosses gousses que l’on obtient en récoltant peu souvent. 
Afin de réduire le nombre de récoltes, il est préférable de choisir des variétés à récolte groupée permettant d'obtenir des gousses plus épaisses et plus longues. Des récoltes une fois par semaine, voire moins, sont intéressantes, mais cette pratique risque de provoquer une réduction du rendement et de la qualité. Des récoltes échelonnées tous les 4 à 6 jours permettent d’obtenir un excellent rendement avec des gousses assez fines. Des récoltes tous les 2 ou 3 jours permettent d’obtenir des gousses plus fines sans affecter le rendement final. Pour obtenir un rendement maximum il est possible de prolonger les récoltes sur une plus longue période.

## Qualités gustatives
Les appréciations gustatives des différentes variétés sont difficiles, variables et souvent assez subjectives. En effet, la couleur (vert, jaune, violet, marbrée) influe notamment sur les jugements. La taille et l'âge des haricots récoltés modifient sensiblement le croquant et la perception gustative. 